# Potencial evocado
Un potencial evocado o respuesta evocada es una exploración neurofisiológica que evalúa la función del sistema sensorial acústico, visual, somatosensorial y sus vías por medio de respuestas provocadas frente a un estímulo conocido y normalizado. Se estudia la respuesta del sistema nervioso central a los estímulos sensoriales, analizando las vías nerviosas que desde la periferia aportan la información hacia el cerebro. 
Suelen ser pruebas no invasivas. El potencial evocado designa la modificación del potencial eléctrico producido por el sistema nervioso en respuesta a una estimulación externa, especialmente sensorial (un sonido, una imagen, etc.), pero también a un evento interno como una actividad cognitiva (atención, la preparación del motor, etc.) y se guarda a través de técnicas como la electroencefalografía (EEG) o la electromiografía (EMG). Cuando un tren de estímulos sensoriales de cualquier tipo llega al cerebro, provoca secuencias características de ondas en el trazado electroencefalográfico (EEG), que denominamos potenciales evocados. Son diferentes para cada modalidad sensorial y su variabilidad también depende de la intensidad del estímulo. Característicamente presentan una relación estable en el tiempo respecto al estímulo.
Gracias a los potenciales evocados se pueden estudiar diversos constructos.

## Tipos de potenciales
1. Sensoriales: Es la respuesta neurofisiológica del sistema nervioso a un estímulo sensorial o de un tronco nervioso.
2. Motores: Es la respuesta de uno o varios músculos a la estimulación de un tronco nervioso periférico o de algún punto en el sistema nervioso central en forma directa o transcraneana.
3. Reflejos: Es la respuesta motora de un músculo o grupo muscular a una estimulación sensorial.

### Potenciales evocados sensoriales
Se pueden clasificar en función del tiempo de latencia y en relación con el órgano sensorial estimulado.

#### Tiempo de latencia
Corta: son independientes del estado de conciencia de la persona y en general se modifican poco por los anestésicos si estos están en rango apropiado.
Mediana latencia: son potenciales intermedios, en el caso de los auditivos son inconstantes, y se modifican con el nivel de anestesia.
Larga latencia: en general dependen fuertemente del grado de colaboración del observador y son fuertemente deprimidos por la anestesia. 

#### En relación con el órgano sensorial estimulado
Se puede obtener:
- Potenciales evocados visuales (PEV)
  - flash
  - patrón

- Potenciales evocados auditivos (PEA)
  - clic
  - tonal

- Potenciales evocados somatosensoriales (PESS)
  - tronculares
  - dermatómicos

### Potenciales evocados motores
- por estimulación eléctrica
- por estimulación magnética

### Potenciales relacionados con eventos (ERP)
- Potenciales evocados cognitivos P300
- Variación Contingente Negativa (VCN)
- Mismatch Negativity (MMN)